# Герб гмины Вышогруд
Герб гмины Вышогруд (пол. Herb gminy Wyszogród) — официальный символ гмины и города Вышогруд, расположенных в Мазовецком воеводстве Польши.

## Описание
В соответствии с п. 1 § 7 Устава гмины Вышогруд:

Герб гмины представляет собой щит в синем цвете, на котором две стоящие рядом белые башни с контурно обозначенной крепостной стеной и двумя одиночными прямоугольными окнами, закрытыми сверху двойными арками на каждой из башен. Башни имеют сверху зубцы и треугольные черные крыши, а внизу низкие основания. По их бокам — две вертикально расположенные ветви винограда.
Оригинальный текст (пол.)Herbem gminy jest tarcza w kolorze błękitnym a na niej dwie wolno stojące obok siebie, białe baszty z konturowo zaznaczonym murem  i dwóch pojedynczych prostokątnych oknach zamkniętych u góry pełnymi łukami w układzie dwukondygnacyjnym na każdej z baszt. Baszty opatrzone są u góry blankami i trójkątnymi czarnymi daszkami a u dołu niskimi podstawami. Po ich bokach występują dwie pionowo ułożone gałązki winorośli.— Gmina Nieporęt — serwis informacyjny
В книге «Herby miast i ziem polskich» даётся следующее описание герба:

Башни две белые с остроконечными крышами на синем фоне.
Оригинальный текст (пол.)Baszty dwie białe, spiczasto dachami zakończone na tle niebieskiem.— Antoni Chomicki: «Herby miast i ziem polskich»